# Liste der Monuments historiques in Bressolles (Allier)
Die Liste der Monuments historiques in Bressolles (Allier) führt die Monuments historiques in der französischen Gemeinde Bressolles auf.

## Liste der Objekte
| Bezeichnung                                                                        | Beschreibung | Standort                         | Kennzeichnung | Schutzstatus | Datum | Bild |
| ---------------------------------------------------------------------------------- | --- | -------------------------------- | ------------- | ------------ | ----- | ---- |
| Ölgemälde Jesus wird von Engeln in der Wüste versorgt                              | Mitte des 17. Jahrhunderts | in der Kirche Sacré-Cœur (Lage)  | PM03001690    | Inscrit      | 1992  |      |
| Skulptur Die Jungfrau Maria unterrichtet das Jesuskind (Fotos in der Base Palissy) | Stein, erstes Viertel des 17. Jahrhunderts; das Original heute in der Skulpturenabteilung des Louvre (RF 2763), Kopien im Oratoire de Longvé und im Musée de Moulins | in der Kapelle von Longve (Lage) | PM03000050    | Classé       | 1938  |      |
| Gemälde Unbefleckte Empfängnis                                                     | 19. Jahrhundert | in der Kirche Sacré-Cœur (Lage)  | PM03001689    | Inscrit      | 1992  |      |